# Neochera echione
Neochera echione là một loài bướm đêm trong họ Erebidae.